# Vignola-Falesina
Vignola-Falesina là một đô thị ở tỉnh Trento ở vùng Trentino-Alto Adige/Südtirol của Ý, tọa lạc cách 13 km về phía đông của Trento. Tại thời điểm ngày 31 tháng 12 năm 2004, đô thị này có dân số 128 người và diện tích là 12,0 km².
Vignola-Falesina giáp các đô thị: Frassilongo, Pergine Valsugana và Levico Terme.